# Долар (Гранада)
Долар (шп. Dólar) је општина у Провинцији Гранада у Шпанији. Године 2010. имала је популацију од 618 становника.